# شاگول تپه
شاگول تپه مربوط به دوران‌های تاریخی پس از اسلام است و در شهرستان زنجان، روستای نقطه بندی واقع شده و این اثر در تاریخ ۵ آذر ۱۳۸۰ با شمارهٔ ثبت ۴۲۴۵ به‌عنوان یکی از آثار ملی ایران به ثبت رسیده است.